# Vaale
Vaale (niederdeutsch: Vaal) ist eine Gemeinde im Norden des Kreises Steinburg in Schleswig-Holstein. Kronsaal, Vaalerfeld und Vaalerlandweg gehören ebenso zum Gemeindegebiet.

## Geografie
Vaale liegt etwa 17 km nordwestlich von Itzehoe an der Landesstraße 327 nach Heide.

## Politik

### Gemeindevertretung
Bei der Kommunalwahl am 14. Mai 2023 wurden insgesamt elf Sitze vergeben. Von diesen erhielt die Kommunale Wählergemeinschaft Vaale sechs Sitze und die Allgemeine Vaaler Wählergemeinschaft erhielt fünf Sitze.

### Wappen
Blasonierung: „In Grün über einer silbernen Urne schräg gekreuzt ein goldenes bronzezeitliches Schwert und ein goldenes bronzezeitliches, geschäftetes Absatzbeil.“ sind Funde aus der Steinkiste vom Rugenbarg.
Im Gemeindegebiet befindet sich eine bis zu 50 m hohe Hügelkette mit zehn Großsteingräbern. Diese Zeugen einer vorgeschichtlichen Besiedlung stammen aus der Jungsteinzeit und der Bronzezeit. In den Gräbern wurden zahlreiche Fundstücke geborgen. Die im Wappen abgebildete Urne, das Bronzeschwert und das Beil stellen diese dar. Das Grün als Schildfarbe weist auf die durch Wiesen, Wälder und Moore abwechslungsreich gestaltete, Landschaft hin.

## Wirtschaft
In Vaale befinden sich verschiedene landwirtschaftliche Betriebe sowie eine Niederlassung der BKK Verkehrsbau Union.

## Verkehr
Vaale liegt an der Marschbahn Hamburg–Westerland. Die Einrichtung eines Haltepunktes ist für das Jahr 2026 vorgesehen.

## Ehrenbürger
- Kurt Schütt (ehemaliger Schulleiter), seit 2015[5]

## Bilder

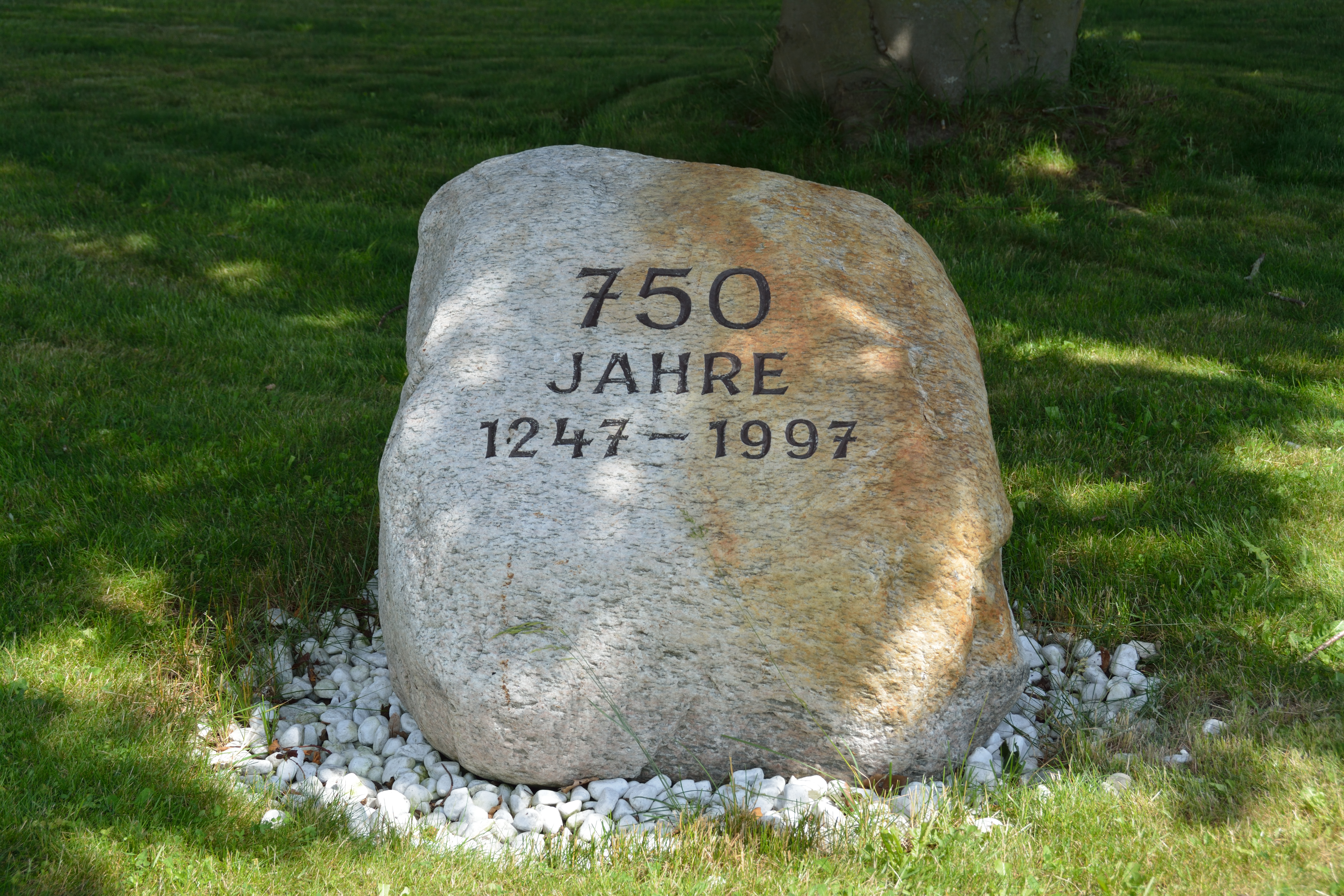
Gedenkstein im Ort
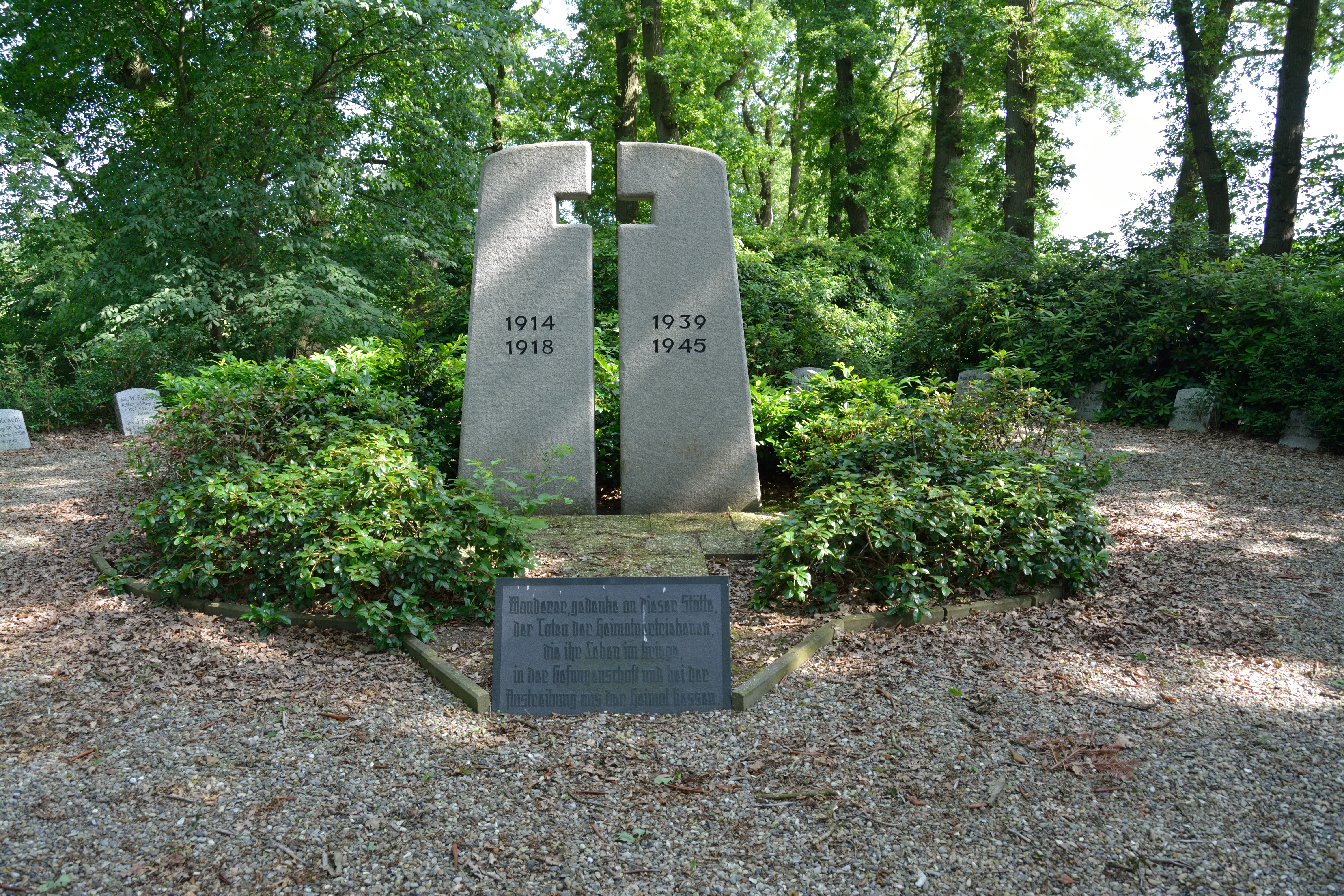
Ehrenmal in Vaale
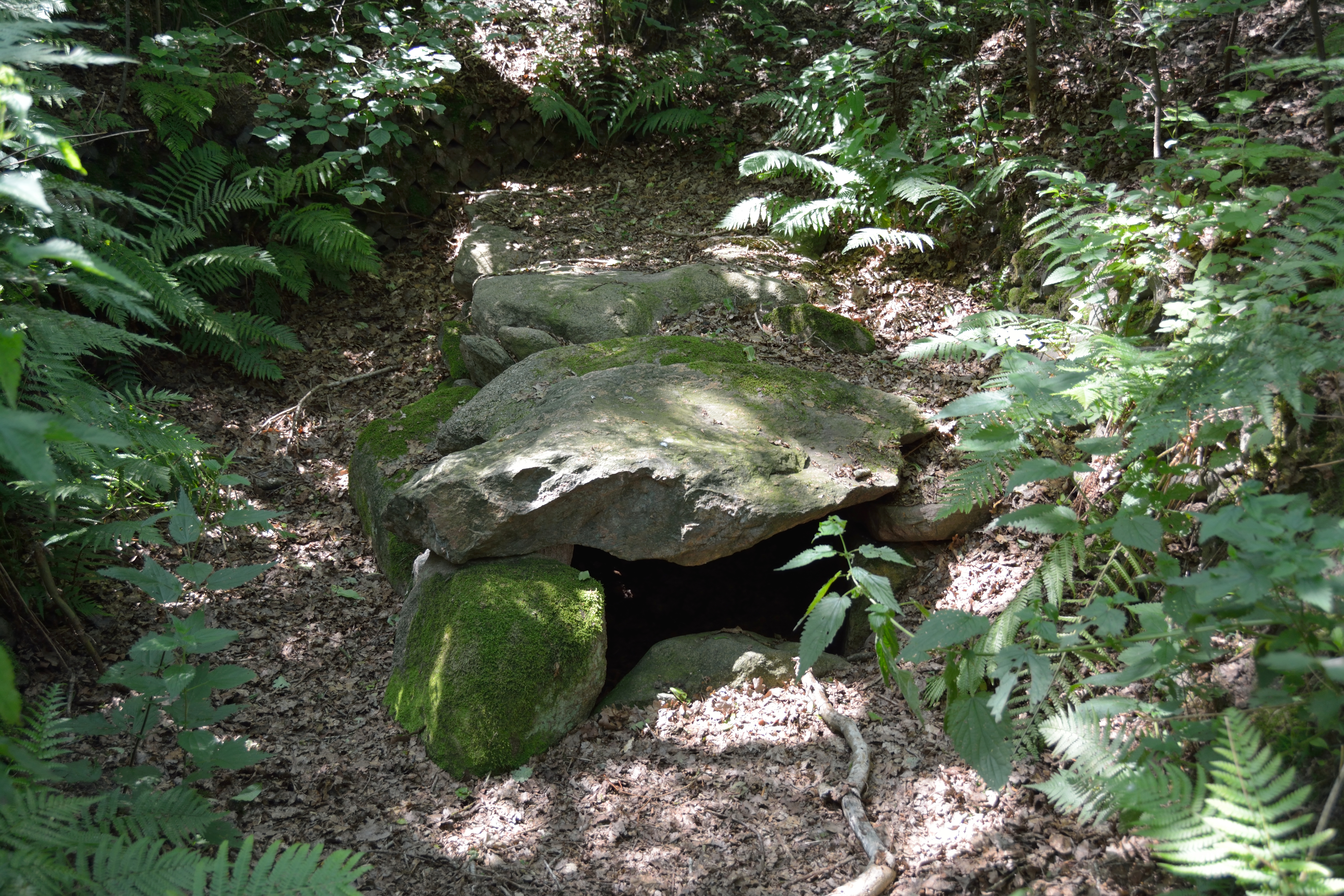
Steinkiste vom Rugenbarg